# 柳生玄十郎
柳生 玄十郎（やぎゅう げんじゅうろう、1976年7月27日 - ）は、日本のお笑い芸人、アメコミ解説者。
兵庫県出身。無所属（フリー）。

## 概要
主にアメリカン・コミックス(アメコミ)の解説者としてイベントを主催している。

## 人物・来歴
2014年アメコミ関連のお笑いイベントを主催する「しゃべんじゃーず 」を結成。
また、しゃべんじゃーず最初の動画では、キャプテンブーメランのコスプレをしている。
近年はアメコミ映画・ドラマを1.5倍面白くするをコンセプトに、アメコミトークライブ「しゃべんじゃーず」「しゃべんじゃーずアカデミー(旧名：しゃべぜびあ学園)」「秘密結社しゃべりなてぃ」等を中心に活動している。ゲストとして過去に麻宮騎亜、杉山すぴ豊、光岡三ツ子などを招いている。
柳生十兵衛が好きで普段から和服を着用している。以前は眼帯をしていた。
好きなアメコミのキャラクターはM.O.D.O.K.、シルバーサムライ、シャン・チー。
また、マイティ・ソーや、アクアマンなど、王族、先天的に強大な能力を持つキャラクターを好む。
アメリカン・コミックス以外にも、妖怪、特撮、スーパーロボット、対戦格闘ゲーム等にも造詣が深い。
Twitterでは侍言葉を多用しているが、普段は関西弁。
強い光に弱く、3D酔いしやすい傾向がある。
甘いモノは好きだが、
マリトッツォの生クリームは甘くないのでこれっぽっちも興味がない。

## 出演

### 映画
- 劇場版 仮面ライダーゴースト 100の眼魂とゴースト運命の瞬間（2016年8月6日） - 柳生十兵衛役

### 雑誌
- an・an（No.216）[8] - MCU映画解説
- an・an（No.2250）[9] - MCU入門解説・キャラクターカード解説
- Pen+：マーベルとDCで楽しむ、アメコミ映画新時代。[10]

### イベント
- しゃべんじゃーず - 代表
- しゃべんじゃーずアカデミー(旧名：しゃべぜびあ学園) - 学園長
- 秘密結社しゃべりなてぃ - 翻訳家 御代しおり とのアメコミトークセッション
- Japan Comic Art Expo - ゲスト出演（しゃべんじゃーずとしてトークライブを行う)
- THE POP-CON FANS(ポップコン・ファンズ)(2019年9月1日) - ゲスト出演（しゃべんじゃーずとしてMC等で参加)
- おまけの夜祭りイベント『ユビキタス』第2部(2019年9月1日) - ゲスト出演
- HOOTERS×ヘルボーイ公開直前スペシャルイベント(2019年9月5日)  - しゃべんじゃーずとしてMC等で参加
- 第一回トーキョーシネマ文化祭(2021年8月21日) - しゃべんじゃーずとして参加
- 第2回トーキョーシネマ文化祭(2022年8月14日) - しゃべんじゃーずとして参加

### ラジオ
- 文化放送超！A&G＋『和田昌之と金子有希のWADAX Radio』(2019年9月22日) - ゲスト出演

### WEB
- アメコミトークライブ「しゃべんじゃーず」
- おまけの夜 - ゲスト出演
- 個人YouTubeチャンネル「柳生幕府」